# Maria Sturm (Malerin)

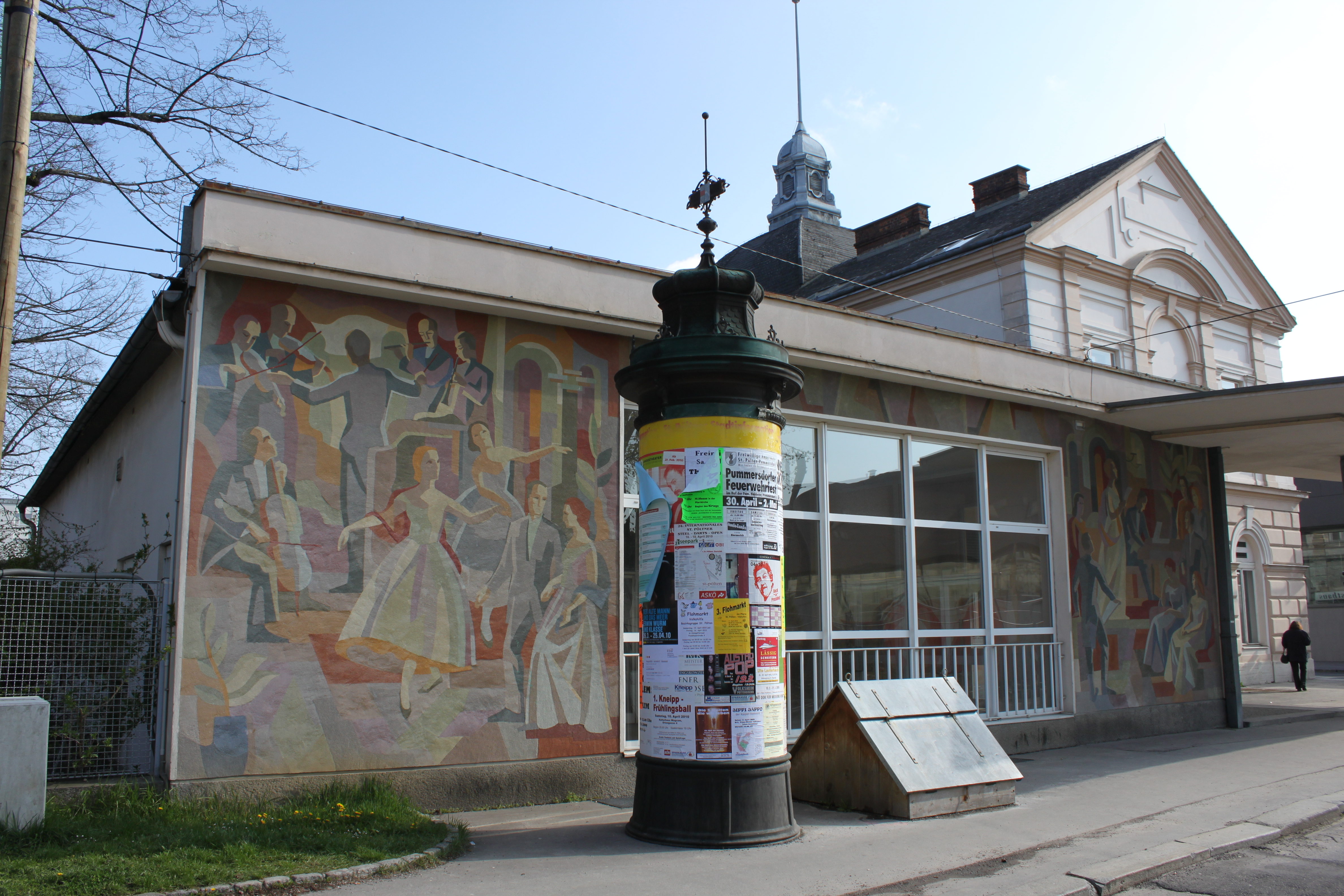
Ballszene und Liederabend, Stadtsäle (St. Pölten)

Maria Sophie Anna Sturm (* 21. Oktober 1913 in Seitenstetten; † 13. Februar 1996 in St. Pölten) war eine österreichische Malerin.

## Leben
Sturm studierte von 1934 bis 1938 an der Universität und der Kunstakademie in Wien. Sie legte 1938 die Lehramtsprüfung für Kunsterziehung und Mathematik ab. Von 1938 bis 1974 war sie im Schuldienst tätig, zuletzt am Realgymnasium in St. Pölten.
Sie war im Jahre 1946 Gründungsvorstandsmitglied des St. Pöltner Künstlerbundes.

## Auszeichnungen
- 1990 Jakob-Prandtauer-Preis für Wissenschaft und Kunst der Stadt St. Pölten

## Werke

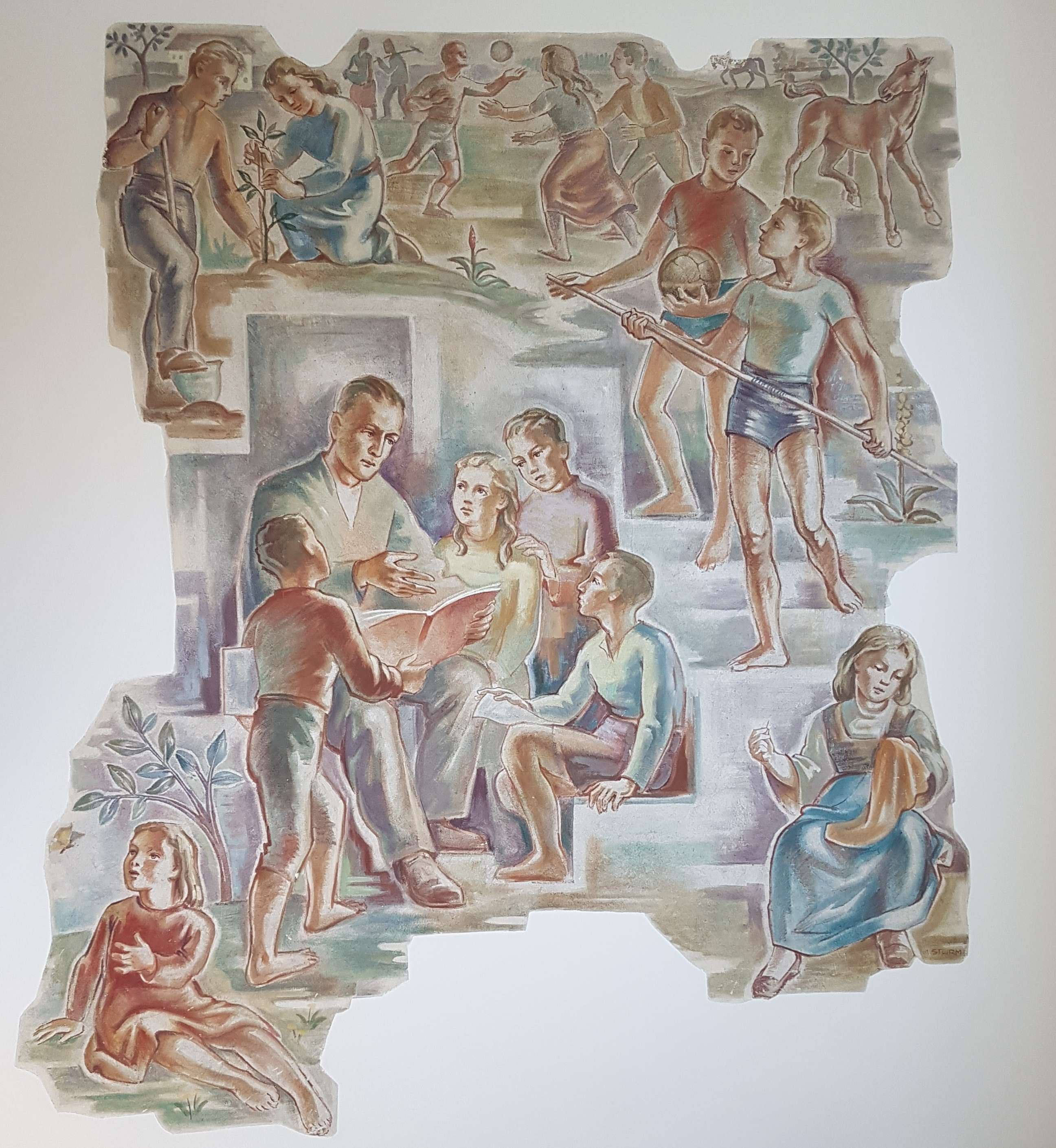
Wandmalerei im Stiegenhaus der Hauptschule Prinzersdorf

- 1946 Wandmalerei im Altarraum und das Votivbild Errettung aus Kriegsnot 1945 in der Pfarrkirche hl. Andreas in St. Andrä vor dem Hagenthale
- 1950 Deckenmalerei Apokalypse und Hll. Dreifaltigkeit in der Pfarrkirche Asperhofen
- 1951 Wandmalerei Auferstandener zwischen Engelpaar und Todesszenen von Mönchen in der Stifts- und Pfarrkirche Mariä Himmelfahrt vom Stift Seitenstetten
- 1951 Wandmalerei im Chor mit Evangelisten und Lamm Gottes in der Pfarrkirche Schrems
- 1952 Kupferblechplatten mit Szenen aus dem Leben des Johannes der Täufer am Westportal der Pfarrkirche Gerersdorf in Niederösterreich
- 1954 Wandmalerei im Stiegenhaus der Hauptschule Prinzersdorf
- 1955 Deckenmalerei Taufe Christi und Anbetung der Hirten im Langhaus der Pfarrkirche Gerolding
- 1957 Deckenmalerei Marianisches Erlösungsprogramm in der Pfarrkirche Langegg
- 1959 (?) Fassadenmalerei Ballszene und Liederabend, Stadtsäle in St. Pölten
- um 1970 Glasmalereien im Chor der Pfarrkirche Freundorf
- Maria Sturm. Ausstellungskatalog, Niederösterreichisches Dokumentationszentrum für Moderne Kunst, St. Pölten 1984.
- Die entlaufenen Farben., Kinder- und Jugendbuch, Verlag Niederösterreichisches Pressehaus, St. Pölten 1990, ISBN 3-85326-911-7.
- Zipfel, Zapfel, Zäpfelein und was da wohnt im Walde., Kinder- und Jugendbuch, Verlag Niederösterreichisches Pressehaus, St. Pölten 1991, ISBN 3-85326-942-7.
- Die rosarote Wolke., Kinder- und Jugendbuch, Verlag Niederösterreichisches Pressehaus, St. Pölten 1992, ISBN 3-85326-968-0.